# Copa Libertadores 2011
Die Copa Libertadores 2011, aufgrund des Sponsorings der Bankengruppe Santander auch Copa Santander Libertadores, war die 52. Ausspielung des wichtigsten südamerikanischen Fußballwettbewerbs für Vereinsmannschaften. In dieser Saison nahmen insgesamt 38 Mannschaften teil, 35 aus den 10 Mitgliedsverbänden der CONMEBOL, darunter Titelverteidiger SC Internacional aus Brasilien und der Sieger der Copa Sudamericana 2010 CA Independiente aus Argentinien, und 3 aus Mexiko. Das Turnier begann am 25. Januar mit der Qualifikationsrunde und endete am 22. Juni mit dem Finalrückspiel.

## Teilnehmende Mannschaften
Die folgenden Mannschaften nahmen an der Copa Libertadores 2011 teil. Da der SC Internacional als Titelverteidiger automatisch qualifiziert ist, durfte Brasilien sechs statt der üblichen fünf Teilnehmer zum Turnier entsenden, wobei zwei in die Qualifikation mussten. Mexiko, das eigentlich der CONCACAF angehört, sendete nach Einladung drei Mannschaften zum Turnier, von denen eine in die Qualifikation musste. Die Mannschaften, die sich erst noch für die Hauptrunde qualifizieren mussten, sind in der Tabelle mit einem (Q) gekennzeichnet.
| Land                            | Verein                    | Qualifikationsgrund                                                            |
| ------------------------------- | ------------------------- | ------------------------------------------------------------------------------ |
| Argentinien 5 Startplätze       | Argentinos Juniors        | Meister der Clausura 2010                                                      |
| Argentinien 5 Startplätze       | Estudiantes de La Plata   | Meister der Apertura 2010                                                      |
| Argentinien 5 Startplätze       | CA Vélez Sársfield        | Erster in der kombinierten Tabelle der zwei letzten Spielzeiten (ohne Meister) |
| Argentinien 5 Startplätze       | CD Godoy Cruz             | Zweiter in der kombinierten Tabelle (ohne Meister)                             |
| Argentinien 5 Startplätze       | CA Independiente (Q)      | Sieger der Copa Sudamericana 2010                                              |
| Bolivien 3 Startplätze          | Club Jorge Wilstermann    | Meister der Apertura 2010                                                      |
| Bolivien 3 Startplätze          | Oriente Petrolero         | Meister der Clausura 2010                                                      |
| Bolivien 3 Startplätze          | Club Bolívar (Q)          | Zweiter Clausura 2010                                                          |
| Brasilien 5 + 1 Startplätze     | SC Internacional          | Titelverteidiger                                                               |
| Brasilien 5 + 1 Startplätze     | FC Santos                 | Pokalsieger 2010                                                               |
| Brasilien 5 + 1 Startplätze     | Fluminense FC             | Meister 2010                                                                   |
| Brasilien 5 + 1 Startplätze     | Cruzeiro EC               | Zweiter 2010                                                                   |
| Brasilien 5 + 1 Startplätze     | SC Corinthians (Q)        | Dritter 2010                                                                   |
| Brasilien 5 + 1 Startplätze     | Grêmio FBPA (Q)           | Vierter 2010                                                                   |
| Chile 3 Startplätze             | CF Universidad de Chile   | Meister der Primera División 2010                                              |
| Chile 3 Startplätze             | CSD Colo-Colo             | Erster in Runde 1 der Primera División (ohne Meister)                          |
| Chile 3 Startplätze             | Unión Española (Q)        | Sieger der Qualifikationsrunde (Liguilla) zur Copa Libertadores                |
| Ecuador 3 Startplätze           | LDU Quito                 | Meister 2010                                                                   |
| Ecuador 3 Startplätze           | CS Emelec                 | Zweiter 2010                                                                   |
| Ecuador 3 Startplätze           | Deportivo Quito (Q)       | Dritter 2010                                                                   |
| Kolumbien 3 Startplätze         | Atlético Junior           | Meister der Apertura 2010                                                      |
| Kolumbien 3 Startplätze         | Once Caldas               | Meister der Finalización 2010                                                  |
| Kolumbien 3 Startplätze         | Deportes Tolima (Q)       | Erster in der Gesamttabelle 2010 (ohne Meister)                                |
| Mexiko (CONCACAF) 3 Startplätze | Club América              | Vierter Apertura 2010                                                          |
| Mexiko (CONCACAF) 3 Startplätze | San Luis FC               | Fünfter Apertura 2010                                                          |
| Mexiko (CONCACAF) 3 Startplätze | Chiapas FC (Q)            | Sechster Apertura 2010                                                         |
| Paraguay 3 Startplätze          | Club Libertad             | Meister der Clausura 2010                                                      |
| Paraguay 3 Startplätze          | Club Guaraní              | Zweiter der Apertura 2010                                                      |
| Paraguay 3 Startplätze          | Club Cerro Porteño (Q)    | Erster in der Gesamttabelle (ohne Meister)                                     |
| Peru 3 Startplätze              | CD Universidad San Martín | Meister 2010                                                                   |
| Peru 3 Startplätze              | León de Huánuco           | Zweiter 2010                                                                   |
| Peru 3 Startplätze              | Alianza Lima (Q)          | Dritter 2010                                                                   |
| Uruguay 3 Startplätze           | Club Atlético Peñarol     | Meister 2010                                                                   |
| Uruguay 3 Startplätze           | Nacional Montevideo       | Zweiter 2010                                                                   |
| Uruguay 3 Startplätze           | Liverpool FC (Q)          | Bestplatzierter Nichtfinalist                                                  |
| Venezuela 3 Startplätze         | FC Caracas                | Meister Clausura 2010                                                          |
| Venezuela 3 Startplätze         | Deportivo Táchira FC      | Meister Apertura 2010                                                          |
| Venezuela 3 Startplätze         | Deportivo Petare (Q)      | Dritter der Gesamttabelle 2010 (ohne Meister)                                  |

1. ↑  Die 3 erstplatzierten Teams waren für die CONCACAF Champions League 2010/11 qualifiziert und somit nicht für die Copa Libertadores spielberechtigt.

## Modus
Bei Punktgleichheit in der Gruppenphase war die Tordifferenz für das Weiterkommen maßgebend, dann die Anzahl der erzielten Tore, danach die der auswärts erzielten Treffer. Waren auch diese gleich, entschied das Los. In den K.-o.-Runden galt bei Punkt- und Torgleichheit ebenfalls die Auswärtstorregel. War deren Anzahl gleich folgte ohne Verlängerung sofort ein Elfmeterschießen. Lediglich im Finale gab es bei unentschiedenem Spielstand nach 90 Minuten vor dem Elfmeterschießen noch eine Verlängerung.

## Qualifikation
Die Hinspiele fanden vom 25. bis 27. Januar, die Rückspiele vom 1. bis 3. Februar 2011 statt. Das erstgenannte Team hatte im Hinspiel Heimrecht, das zweite im Rückspiel.
|                    | Gesamt |                  | Hinspiel | Rückspiel |
| ------------------ | ------ | ---------------- | -------- | --------- |
| CA Independiente   | 2:1    | Deportivo Quito  | 2:0      | 0:1       |
| SC Corinthians     | 0:2    | Deportes Tolima  | 0:0      | 0:2       |
| Liverpool FC       | 3:5    | Grêmio FBPA      | 2:2      | 1:3       |
| Alianza Lima       | 0:4    | Chiapas FC       | 0:2      | 0:2       |
| Club Cerro Porteño | 2:1    | Deportivo Petare | 1:0      | 1:1       |
| Club Bolívar       | 0:1    | Unión Española   | 0:1      | 0:0       |

## Gruppenphase

### Gruppe 1
| Pl. | Verein                    | Sp. | S | U | N | Tore    | Diff. | Punkte |
| --- | ------------------------- | --- | - | - | - | ------- | ----- | ------ |
| 1.  | Club Libertad             | 6   | 4 | 2 | 0 | 013:500 | +8    | 14     |
| 2.  | Once Caldas               | 6   | 1 | 4 | 1 | 007:800 | −1    | 07     |
| 3.  | CD Universidad San Martín | 6   | 2 | 0 | 4 | 007:110 | −4    | 06     |
| 4.  | San Luis FC               | 6   | 1 | 2 | 3 | 006:900 | −3    | 05     |

| 15. Februar 2011          |     |                           |                                 |
| San Luis FC               | 1:2 | Club Libertad             | Estadio Alfonso Lastras Ramírez |
| 16. Februar 2011          |     |                           |                                 |
| Once Caldas               | 0:3 | CD Universidad San Martín | Estadio Palogrande              |
| 22. Februar 2011          |     |                           |                                 |
| CD Universidad San Martín | 2:0 | San Luis FC               | Estadio Miguel Grau, Callao     |
| Once Caldas               | 1:1 | Club Libertad             | Estadio Palogrande              |
| 2. März 2011              |     |                           |                                 |
| San Luis FC               | 1:1 | Once Caldas               | Estadio Alfonso Lastras Ramírez |
| 8. März 2011              |     |                           |                                 |
| Club Libertad             | 5:1 | CD Universidad San Martín | Estadio Defensores del Chaco    |
| 15. März 2011             |     |                           |                                 |
| CD Universidad San Martín | 0:1 | Club Libertad             | Estadio Nacional (Lima)         |
| Once Caldas               | 1:1 | San Luis FC               | Estadio Palogrande              |
| 22. März 2011             |     |                           |                                 |
| Club Libertad             | 2:2 | Once Caldas               | Estadio Defensores del Chaco    |
| San Luis FC               | 3:1 | CD Universidad San Martín | Estadio Alfonso Lastras Ramírez |
| 19. April 2011            |     |                           |                                 |
| Club Libertad             | 2:0 | San Luis FC               | Estadio Defensores del Chaco    |
| CD Universidad San Martín | 0:2 | Once Caldas               | Estadio Nacional (Lima)         |

### Gruppe 2
| Pl. | Verein            | Sp. | S | U | N | Tore    | Diff. | Punkte |
| --- | ----------------- | --- | - | - | - | ------- | ----- | ------ |
| 1.  | Atlético Junior   | 6   | 4 | 1 | 1 | 009:700 | +2    | 13     |
| 2.  | Grêmio FBPA       | 6   | 3 | 1 | 2 | 009:600 | +3    | 10     |
| 3.  | Oriente Petrolero | 6   | 2 | 0 | 4 | 007:800 | −1    | 06     |
| 4.  | León de Huánuco   | 6   | 1 | 2 | 3 | 004:800 | −4    | 05     |

| 17. Februar 2011  |     |                   |                                        |
| León de Huánuco   | 1:2 | Atlético Junior   | Estadio Heraclio Tapia                 |
| Grêmio FBPA       | 3:0 | Oriente Petrolero | Estádio Olímpico Monumental            |
| 23. Februar 2011  |     |                   |                                        |
| León de Huánuco   | 1:0 | Oriente Petrolero | Estadio Heraclio Tapia                 |
| 24. Februar 2011  |     |                   |                                        |
| Atlético Junior   | 2:1 | Grêmio FBPA       | Estadio Metropolitano Roberto Meléndez |
| 3. März 2011      |     |                   |                                        |
| Grêmio FBPA       | 2:0 | León de Huánuco   | Estádio Olímpico Monumental            |
| 8. März 2011      |     |                   |                                        |
| Oriente Petrolero | 1:2 | Atlético Junior   | Estadio Ramón Tahuichi Aguilera        |
| 17. März 2011     |     |                   |                                        |
| León de Huánuco   | 1:1 | Grêmio FBPA       | Estadio Heraclio Tapia                 |
| Atlético Junior   | 2:1 | Oriente Petrolero | Estadio Metropolitano Roberto Meléndez |
| 24. März 2011     |     |                   |                                        |
| Oriente Petrolero | 2:0 | León de Huánuco   | Estadio Ramón Tahuichi Aguilera        |
| 7. April 2011     |     |                   |                                        |
| Grêmio FBPA       | 2:0 | Atlético Junior   | Estádio Olímpico Monumental            |
| 14. April 2011    |     |                   |                                        |
| Oriente Petrolero | 3:0 | Grêmio FBPA       | Estadio Ramón Tahuichi Aguilera        |
| Atlético Junior   | 1:1 | León de Huánuco   | Estadio Metropolitano Roberto Meléndez |

### Gruppe 3
| Pl. | Verein              | Sp. | S | U | N | Tore    | Diff. | Punkte |
| --- | ------------------- | --- | - | - | - | ------- | ----- | ------ |
| 1.  | Club América        | 6   | 3 | 1 | 2 | 008:700 | +1    | 10     |
| 2.  | Fluminense FC       | 6   | 2 | 2 | 2 | 009:900 | ±0    | 08     |
| 3.  | Nacional Montevideo | 6   | 2 | 2 | 2 | 003:300 | ±0    | 08     |
| 4.  | Argentinos Juniors  | 6   | 2 | 1 | 3 | 009:100 | −1    | 07     |

| 9. Februar 2011     |     |                     |                                 |
| Fluminense FC       | 2:2 | Argentinos Juniors  | Estádio Olímpico João Havelange |
| 15. Februar 2011    |     |                     |                                 |
| Club América        | 2:0 | Nacional Montevideo | Aztekenstadion                  |
| 23. Februar 2011    |     |                     |                                 |
| Fluminense FC       | 0:0 | Nacional Montevideo | Estádio Olímpico João Havelange |
| 24. Februar 2011    |     |                     |                                 |
| Argentinos Juniors  | 3:1 | Club América        | Estadio Diego Armando Maradona  |
| 2. März 2011        |     |                     |                                 |
| Nacional Montevideo | 0:1 | Argentinos Juniors  | Estadio Gran Parque Central     |
| Club América        | 1:0 | Fluminense FC       | Aztekenstadion                  |
| 15. März 2011       |     |                     |                                 |
| Argentinos Juniors  | 0:1 | Nacional Montevideo | Estadio Diego Armando Maradona  |
| 23. März 2011       |     |                     |                                 |
| Fluminense FC       | 3:2 | Club América        | Estádio Olímpico João Havelange |
| 6. April 2011       |     |                     |                                 |
| Nacional Montevideo | 2:0 | Fluminense FC       | Estadio Gran Parque Central     |
| Club América        | 2:1 | Argentinos Juniors  | Aztekenstadion                  |
| 20. April 2011      |     |                     |                                 |
| Nacional Montevideo | 0:0 | Club América        | Estadio Gran Parque Central     |
| Argentinos Juniors  | 2:4 | Fluminense FC       | Estadio Diego Armando Maradona  |

### Gruppe 4
| Pl. | Verein                  | Sp. | S | U | N | Tore    | Diff. | Punkte |
| --- | ----------------------- | --- | - | - | - | ------- | ----- | ------ |
| 1.  | CD Universidad Católica | 6   | 3 | 2 | 1 | 011:900 | +2    | 11     |
| 2.  | CA Vélez Sársfield      | 6   | 3 | 1 | 2 | 012:700 | +5    | 10     |
| 3.  | FC Caracas              | 6   | 3 | 0 | 3 | 007:100 | −3    | 09     |
| 4.  | Unión Española          | 6   | 1 | 1 | 4 | 007:110 | −4    | 04     |

| 15. Februar 2011        |     |                         |                                 |
| CA Vélez Sársfield      | 3:0 | FC Caracas              | Estadio José Amalfitani         |
| 16. Februar 2011        |     |                         |                                 |
| Unión Española          | 2:2 | CD Universidad Católica | Estadio Santa Laura             |
| 3. März 2011            |     |                         |                                 |
| CA Vélez Sársfield      | 3:4 | CD Universidad Católica | Estadio José Amalfitani         |
| FC Caracas              | 2:0 | Unión Española          | Estadio Olímpico de la UCV      |
| 9. März 2011            |     |                         |                                 |
| CD Universidad Católica | 1:3 | FC Caracas              | Estadio San Carlos de Apoquindo |
| 10. März 2011           |     |                         |                                 |
| Unión Española          | 2:1 | CA Vélez Sársfield      | Estadio Santa Laura             |
| 22. März 2011           |     |                         |                                 |
| FC Caracas              | 0:2 | CD Universidad Católica | Estadio Olímpico de la UCV      |
| 24. März 2011           |     |                         |                                 |
| CA Vélez Sársfield      | 2:1 | Unión Española          | Estadio José Amalfitani         |
| 7. April 2011           |     |                         |                                 |
| Unión Española          | 1:2 | FC Caracas              | Estadio Santa Laura             |
| CD Universidad Católica | 0:0 | CA Vélez Sársfield      | Estadio San Carlos de Apoquindo |
| 14. April 2011          |     |                         |                                 |
| CD Universidad Católica | 2:1 | Unión Española          | Estadio San Carlos de Apoquindo |
| FC Caracas              | 0:3 | CA Vélez Sársfield      | Estadio Olímpico de la UCV      |

### Gruppe 5
| Pl. | Verein               | Sp. | S | U | N | Tore    | Diff. | Punkte |
| --- | -------------------- | --- | - | - | - | ------- | ----- | ------ |
| 1.  | Club Cerro Porteño   | 6   | 3 | 2 | 1 | 013:800 | +5    | 11     |
| 2.  | FC Santos            | 6   | 3 | 2 | 1 | 011:800 | +3    | 11     |
| 3.  | Colo-Colo Santiago   | 6   | 3 | 0 | 3 | 015:160 | −1    | 09     |
| 4.  | Deportivo Táchira FC | 6   | 0 | 2 | 4 | 005:120 | −7    | 02     |

| 15. Februar 2011     |     |                      |                                       |
| Deportivo Táchira FC | 0:0 | FC Santos            | Estadio Polideportivo de Pueblo Nuevo |
| 17. Februar 2011     |     |                      |                                       |
| Club Cerro Porteño   | 5:2 | Colo-Colo Santiago   | Estadio General Pablo Rojas           |
| 1. März 2011         |     |                      |                                       |
| Deportivo Táchira FC | 2:4 | Colo-Colo Santiago   | Estadio Polideportivo de Pueblo Nuevo |
| 2. März 2011         |     |                      |                                       |
| FC Santos            | 1:1 | Club Cerro Porteño   | Estádio Urbano Caldeira               |
| 10. März 2011        |     |                      |                                       |
| Club Cerro Porteño   | 1:1 | Deportivo Táchira FC | Estadio General Pablo Rojas           |
| 16. März 2011        |     |                      |                                       |
| Colo-Colo Santiago   | 3:2 | FC Santos            | Estadio Monumental David Arellano     |
| 6. April 2011        |     |                      |                                       |
| Deportivo Táchira FC | 0:2 | Club Cerro Porteño   | Estadio Polideportivo de Pueblo Nuevo |
| 7. April 2011        |     |                      |                                       |
| FC Santos            | 3:2 | Colo-Colo Santiago   | Estádio Urbano Caldeira               |
| 12. April 2011       |     |                      |                                       |
| Colo-Colo Santiago   | 2:1 | Deportivo Táchira FC | Estadio Monumental David Arellano     |
| 13. April 2011       |     |                      |                                       |
| Club Cerro Porteño   | 1:2 | FC Santos            | Estadio General Pablo Rojas           |
| 20. April 2011       |     |                      |                                       |
| FC Santos            | 3:1 | Deportivo Táchira FC | Estádio Urbano Caldeira               |
| Colo-Colo Santiago   | 2:3 | Club Cerro Porteño   | Estadio Monumental David Arellano     |

### Gruppe 6
| Pl. | Verein                 | Sp. | S | U | N | Tore    | Diff. | Punkte |
| --- | ---------------------- | --- | - | - | - | ------- | ----- | ------ |
| 1.  | SC Internacional       | 6   | 4 | 1 | 1 | 014:300 | +11   | 13     |
| 2.  | Chiapas FC             | 6   | 3 | 0 | 3 | 006:800 | −2    | 09     |
| 3.  | CS Emelec              | 6   | 2 | 2 | 2 | 004:500 | −1    | 08     |
| 4.  | Club Jorge Wilstermann | 6   | 1 | 1 | 4 | 003:110 | −8    | 04     |

| 16. Februar 2011       |     |                        |                             |
| CS Emelec              | 1:1 | SC Internacional       | Estadio George Capwell      |
| Chiapas FC             | 2:0 | Club Jorge Wilstermann | Estadio Víctor Manuel Reyna |
| 22. Februar 2011       |     |                        |                             |
| CS Emelec              | 1:0 | Club Jorge Wilstermann | Estadio George Capwell      |
| 23. Februar 2011       |     |                        |                             |
| SC Internacional       | 4:0 | Chiapas FC             | Estádio Beira-Rio           |
| 8. März 2011           |     |                        |                             |
| Chiapas FC             | 2:1 | CS Emelec              | Estadio Víctor Manuel Reyna |
| 16. März 2011          |     |                        |                             |
| Club Jorge Wilstermann | 1:4 | SC Internacional       | Estadio Félix Capriles      |
| CS Emelec              | 1:0 | Chiapas FC             | Estadio George Capwell      |
| 30. März 2011          |     |                        |                             |
| SC Internacional       | 3:0 | Club Jorge Wilstermann | Estádio Beira-Rio           |
| 6. April 2011          |     |                        |                             |
| Chiapas FC             | 1:0 | SC Internacional       | Estadio Víctor Manuel Reyna |
| 7. April 2011          |     |                        |                             |
| Club Jorge Wilstermann | 0:0 | CS Emelec              | Estadio Félix Capriles      |
| 19. April 2011         |     |                        |                             |
| Club Jorge Wilstermann | 2:1 | Chiapas FC             | Estadio Félix Capriles      |
| SC Internacional       | 2:0 | CS Emelec              | Estádio Beira-Rio           |

### Gruppe 7
| Pl. | Verein                  | Sp. | S | U | N | Tore    | Diff. | Punkte |
| --- | ----------------------- | --- | - | - | - | ------- | ----- | ------ |
| 1.  | Cruzeiro EC             | 6   | 5 | 1 | 0 | 020:100 | +19   | 16     |
| 2.  | Estudiantes de La Plata | 6   | 3 | 1 | 2 | 009:110 | −2    | 10     |
| 3.  | Deportes Tolima         | 6   | 2 | 2 | 2 | 005:800 | −3    | 08     |
| 4.  | Club Guaraní            | 6   | 0 | 0 | 6 | 002:160 | −14   | 0      |

| 15. Februar 2011        |     |                         |                             |
| Deportes Tolima         | 1:0 | Club Guaraní            | Estadio Manuel Murillo Toro |
| 16. Februar 2011        |     |                         |                             |
| Cruzeiro EC             | 5:0 | Estudiantes de La Plata | Arena do Jacaré             |
| 22. Februar 2011        |     |                         |                             |
| Cruzeiro EC             | 4:0 | Club Guaraní            | Arena do Jacaré             |
| 23. Februar 2011        |     |                         |                             |
| Estudiantes de La Plata | 1:0 | Deportes Tolima         | Estadio Ciudad de La Plata  |
| 2. März 2011            |     |                         |                             |
| Deportes Tolima         | 0:0 | Cruzeiro EC             | Estadio Manuel Murillo Toro |
| 9. März 2011            |     |                         |                             |
| Club Guaraní            | 1:2 | Estudiantes de La Plata | Estadio Rogelio Livieres    |
| 16. März 2011           |     |                         |                             |
| Cruzeiro EC             | 6:1 | Deportes Tolima         | Arena do Jacaré             |
| 17. März 2011           |     |                         |                             |
| Estudiantes de La Plata | 5:1 | Club Guaraní            | Estadio Ciudad de La Plata  |
| 30. März 2011           |     |                         |                             |
| Deportes Tolima         | 1:1 | Estudiantes de La Plata | Estadio Manuel Murillo Toro |
| 31. März 2011           |     |                         |                             |
| Club Guaraní            | 0:2 | Cruzeiro EC             | Estadio Rogelio Livieres    |
| 13. April 2011          |     |                         |                             |
| Estudiantes de La Plata | 0:3 | Cruzeiro EC             | Estadio Ciudad de La Plata  |
| Club Guaraní            | 0:2 | Deportes Tolima         | Estadio Rogelio Livieres    |

### Gruppe 8
| Pl. | Verein                | Sp. | S | U | N | Tore    | Diff. | Punkte |
| --- | --------------------- | --- | - | - | - | ------- | ----- | ------ |
| 1.  | LDU Quito             | 6   | 3 | 1 | 2 | 012:400 | +8    | 10     |
| 2.  | Club Atlético Peñarol | 6   | 3 | 0 | 3 | 006:110 | −5    | 09     |
| 3.  | CA Independiente      | 6   | 2 | 2 | 2 | 007:800 | −1    | 08     |
| 4.  | CD Godoy Cruz         | 6   | 2 | 1 | 3 | 008:100 | −2    | 07     |

| 17. Februar 2011      |     |                       |                                 |
| CD Godoy Cruz         | 2:1 | LDU de Quito          | Estadio Malvinas Argentinas     |
| 24. Februar 2011      |     |                       |                                 |
| CA Independiente      | 3:0 | Club Atlético Peñarol | Estadio Libertadores de América |
| 1. März 2011          |     |                       |                                 |
| CD Godoy Cruz         | 1:3 | Club Atlético Peñarol | Estadio Malvinas Argentinas     |
| 3. März 2011          |     |                       |                                 |
| LDU de Quito          | 3:0 | CA Independiente      | Estadio La Casa Blanca          |
| 9. März 2011          |     |                       |                                 |
| Club Atlético Peñarol | 1:0 | LDU de Quito          | Estadio Centenario              |
| 10. März 2011         |     |                       |                                 |
| CA Independiente      | 1:3 | CD Godoy Cruz         | Estadio Libertadores de América |
| 17. März 2011         |     |                       |                                 |
| LDU de Quito          | 5:0 | Club Atlético Peñarol | Estadio La Casa Blanca          |
| 23. März 2011         |     |                       |                                 |
| CD Godoy Cruz         | 1:1 | CA Independiente      | Estadio Malvinas Argentinas     |
| 31. März 2011         |     |                       |                                 |
| Club Atlético Peñarol | 2:1 | CD Godoy Cruz         | Estadio Centenario              |
| 5. April 2011         |     |                       |                                 |
| CA Independiente      | 1:1 | LDU de Quito          | Estadio Libertadores de América |
| 12. April 2011        |     |                       |                                 |
| Club Atlético Peñarol | 0:1 | CA Independiente      | Estadio Centenario              |
| LDU de Quito          | 2:0 | CD Godoy Cruz         | Estadio La Casa Blanca          |

## Achtelfinale
Die Hinspiele fanden am 26.–28. April, die Rückspiele am 3.–5. Mai 2011 statt.
Für das Achtelfinale qualifizierten sich jeweils der Erste und Zweite jeder Gruppe.
Die Spiele wurden nicht ausgelost, sondern über eine Setzliste bestimmt. An die acht Gruppensieger wurden entsprechend ihrer Rangfolge die Startnummern 1 bis 8 vergeben, der beste Gruppensieger erhielt also die 1, der zweitbeste Gruppensieger die 2 usw. Die acht Gruppenzweiten erhielten die Startnummern 9 bis 16. Im Achtelfinale spielten dann 1 – 16, 2 – 15, 3 – 14 …, also der beste Gruppenerste gegen den schlechtesten Gruppenzweiten usw.
| 1                                        | Cruzeiro EC             | 16 | +19 |
| 2                                        | Club Libertad           | 14 | +08 |
| 3                                        | SC Internacional        | 13 | +11 |
| 4                                        | Atlético Junior         | 13 | +02 |
| 5                                        | Club Cerro Porteño      | 11 | +05 |
| 6                                        | CD Universidad Católica | 11 | +02 |
| 7                                        | LDU Quito               | 10 | +08 |
| 8                                        | Club América            | 10 | +01 |
| 9                                        | FC Santos               | 11 | +03 |
| 10                                       | CA Vélez Sársfield      | 10 | +05 |
| 11                                       | Grêmio FBPA             | 10 | +03 |
| 12                                       | Estudiantes de La Plata | 10 | −02 |
| 13                                       | Chiapas FC              | 09 | −02 |
| 14                                       | Club Atlético Peñarol   | 09 | −05 |
| 15                                       | Fluminense FC           | 08 | ±0  |
| 16                                       | Once Caldas             | 07 | −01 |
| Farblegende: Gruppensieger Gruppenzweite |                         |    |     |

|                         | Gesamt          |                         | Hinspiel | Rückspiel |
| ----------------------- | --------------- | ----------------------- | -------- | --------- |
| Once Caldas             | 3:2             | Cruzeiro EC             | 1:2      | 2:0       |
| Fluminense FC           | 3:4             | Club Libertad           | 3:1      | 0:3       |
| Club Atlético Peñarol   | 3:2             | SC Internacional        | 1:1      | 2:1       |
| Chiapas FC              | (a)4:4(a)       | Atlético Junior         | 1:1      | 3:3       |
| Estudiantes de La Plata | 0:0 (3:5 i. E.) | Club Cerro Porteño      | 0:0      | 0:0       |
| Grêmio FBPA             | 1:3             | CD Universidad Católica | 1:2      | 0:1       |
| CA Vélez Sársfield      | 5:0             | LDU Quito               | 3:0      | 2:0       |
| FC Santos               | 1:0             | Club América            | 1:0      | 0:0       |

## Viertelfinale
Die Hinspiele finden am 11./12., die Rückspiele am 18./19. Mai 2011 statt.
|                       | Gesamt |                         | Hinspiel | Rückspiel |
| --------------------- | ------ | ----------------------- | -------- | --------- |
| Once Caldas           | 1:2    | FC Santos               | 0:1      | 1:1       |
| CA Vélez Sársfield    | 7:2    | Club Libertad           | 3:0      | 4:2       |
| Club Atlético Peñarol | 3:2    | CD Universidad Católica | 2:0      | 1:2       |
| Chiapas FC            | 1:2    | Club Cerro Porteño      | 1:1      | 0:1       |

## Halbfinale
Die Hinspiele finden am 26./27. Mai, die Rückspiele am 2./3. Juni 2011 statt.
|                       | Gesamt    |                    | Hinspiel | Rückspiel |
| --------------------- | --------- | ------------------ | -------- | --------- |
| FC Santos             | 4:3       | Club Cerro Porteño | 1:0      | 3:3       |
| Club Atlético Peñarol | (a)2:2(a) | CA Vélez Sársfield | 1:0      | 1:2       |

## Finale

### Hinspiel
| Club Atlético Peñarol                                     | Club Atlético Peñarol | FC Santos | FC Santos | Aufstellung                                       |
| --------------------------------------------------------- | --- | --- | --------- | ------------------------------------------------- |
| Club Atlético Peñarol                                     | \| 15. Juni 2011 in Montevideo, Uruguay (Estadio Centenario) \| \| Ergebnis: 0:0 \| \| Zuschauer: 60.000 \| \| Schiedsrichter: Carlos Amarilla ( Paraguay) \| | \| 15. Juni 2011 in Montevideo, Uruguay (Estadio Centenario) \| \| Ergebnis: 0:0 \| \| Zuschauer: 60.000 \| \| Schiedsrichter: Carlos Amarilla ( Paraguay) \|                      | FC Santos | Aufstellung Club Atlético Peñarol gegen FC Santos |
| Club Atlético Peñarol                                     | Sebastián Sosa – Darío Rodríguez , Guillermo Rodríguez, Carlos Valdez, Alejandro González – Luis Aguiar, Nicolás Freitas, Matías Mier (56. Fabián Estoyanoff), Mathías Corujo (67. Antonio Pacheco) – Juan Manuel Olivera (82. Diego Alonso), Alejandro Martinuccio Cheftrainer: Diego Aguirre | Rafael Cabral – Pará, Bruno Rodrigo, Durval, Alex Sandro – Arouca, Danilo, Adriano, Elano , (79. Alan Patrick) – Neymar, Zé Eduardo (89. Bruno Aguiar) Cheftrainer: Muricy Ramalho | FC Santos | Aufstellung Club Atlético Peñarol gegen FC Santos |
| Club Atlético Peñarol                                     | Alejandro Martinuccio (30.), Matias Corujo (66.), Alejandro González (76.) | Neymar (19.), Arouca (60.) | FC Santos | Aufstellung Club Atlético Peñarol gegen FC Santos |
| 15. Juni 2011 in Montevideo, Uruguay (Estadio Centenario) | | |           |                                                   |
| Ergebnis: 0:0                                             | | |           |                                                   |
| Zuschauer: 60.000                                         | | |           |                                                   |
| Schiedsrichter: Carlos Amarilla ( Paraguay)               | | |           |                                                   |

### Rückspiel
| FC Santos                                                   | FC Santos | Club Atlético Peñarol | Club Atlético Peñarol | Aufstellung                                       |
| ----------------------------------------------------------- | --- | --- | --------------------- | ------------------------------------------------- |
| FC Santos                                                   | \| 22. Juni 2011 in São Paulo, Brasilien (Estádio do Pacaembu) \| \| Ergebnis: 2:1 (0:0) \| \| Zuschauer: 38.000 \| \| Schiedsrichter: Sergio Pezzotta ( Argentinien) \| | \| 22. Juni 2011 in São Paulo, Brasilien (Estádio do Pacaembu) \| \| Ergebnis: 2:1 (0:0) \| \| Zuschauer: 38.000 \| \| Schiedsrichter: Sergio Pezzotta ( Argentinien) \| | Club Atlético Peñarol | Aufstellung FC Santos gegen Club Atlético Peñarol |
| FC Santos                                                   | Rafael Cabral – Edu Dracena , Durval, Léo (68. Alex Sandro), Danilo – Elano, Arouca, Adriano – Neymar, Ganso (86. Pará), Zé Eduardo Cheftrainer: Muricy Ramalho          | Sebastián Sosa – Darío Rodríguez , Carlos Valdez, Guillermo Rodríguez, Alejandro González (38. Emiliano Albín, 79. Fabián Estoyanoff) – Mathías Corujo, Luis Aguiar, Nicolás Freitas, Matías Mier (63. Jonathan Urretaviscaya) – Juan Manuel Olivera, Alejandro Martinuccio Cheftrainer: Diego Aguirre | Club Atlético Peñarol | Aufstellung FC Santos gegen Club Atlético Peñarol |
| FC Santos                                                   | 1:0 Neymar (47.) 2:0 Danilo (69.) | 2:1 Durval (80., Eigentor) | Club Atlético Peñarol | Aufstellung FC Santos gegen Club Atlético Peñarol |
| FC Santos                                                   | Neymar (35.), Zé Eduardo (58.) | Alejandro González (31.), Matías Corujo (52.), Nicolás Freitas (74.) | Club Atlético Peñarol | Aufstellung FC Santos gegen Club Atlético Peñarol |
| 22. Juni 2011 in São Paulo, Brasilien (Estádio do Pacaembu) | | |                       |                                                   |
| Ergebnis: 2:1 (0:0)                                         | | |                       |                                                   |
| Zuschauer: 38.000                                           | | |                       |                                                   |
| Schiedsrichter: Sergio Pezzotta ( Argentinien)              | | |                       |                                                   |

## Beste Torschützen
| Rang | Spieler             | Klub                    | Tore |
| ---- | ------------------- | ----------------------- | ---- |
| 1    | Roberto Nanni       | Club Cerro Porteño      | 7    |
|      | Wallyson            | Cruzeiro EC             | 7    |
| 3    | Lucas Pratto        | CD Universidad Católica | 6    |
|      | Neymar              | FC Santos               | 6    |
| 5    | Maximiliano Moralez | CA Vélez Sársfield      | 5    |
|      | Juan Manuel Olivera | Club Atlético Peñarol   | 5    |
|      | Wason Rentería      | Once Caldas             | 5    |